# Czerniaków (Białoruś)
Czerniaków, Czerniakowo (biał. Чарнякава, Czarniakawa; ros. Черняково, Czerniakowo) – wieś na Białorusi, w obwodzie brzeskim, w rejonie bereskim, w sielsowiecie Siehniewicze. W 2009 roku liczyła 0 mieszkańców.
Znajduje się tu parafialna cerkiew prawosławna pw. św. Mikołaja Cudotwórcy.

## Historia
W XIX i w początkach XX w. osada cerkiewna i folwark położone w Rosji, w guberni grodzieńskiej, w powiecie prużańskim, w gminie Czerniakowo, której zarząd mieścił się w osadzie.
W dwudziestoleciu międzywojennym dwa folwarki leżące w Polsce, w województwie poleskim, w powiecie prużańskim, do 22 stycznia 1926 w gminie Czerniaków, po jej zniesieniu w gminie Międzylesie i od 1 kwietnia 1932 w gminie Siechniewicze. W 1921 Czerniaków I liczył 6 mieszkańców, zamieszkałych w 1 budynku, wyłącznie Polaków wyznania rzymskokatolickiego. Czerniaków II liczył zaś 21 mieszkańców, zamieszkałych w 4 budynkach w tym 20 Białorusinów i 1 Polaka. 20 mieszkańców było wyznania prawosławnego i 1 rzymskokatolickiego.
Po II wojnie światowej w granicach Związku Sowieckiego. Od 1991 w niepodległej Białorusi.